# Vent du Nord, vent du Sud
Vent du Nord, vent du Sud est une œuvre autobiographique de Georges Simenon, publiée pour la première fois en novembre 1976 aux Presses de la Cité.
L'œuvre est dictée par Simenon à Lausanne (Vaud), 12 avenue des Figuiers, du 13 novembre 1974 au 3 avril 1975 ; elle est révisée du 22 septembre au 2 octobre 1975. Elle fait partie de ses Dictées.